# Mette Stenstad
Mette Stenstad (skien, 1942) è una modella norvegese, vincitrice del titolo di Miss Europa 1963.
La Stenstad fu incoronata Miss Europa il 7 giugno 1963 presso Beirut in Libano, dove la rappresentante della Norvegia  ebbe la meglio sulle diciotto concorrenti del concorso.